# Équipe de Syrie de football en 2016
L'équipe de Syrie de football participe en 2016 à quelques matches amicaux ainsi qu'aux éliminatoires de la coupe du monde 2018.

## Déroulement de la saison

### Évolution du classement FIFA
Le tableau ci-dessous présente les classements mensuels de l'équipe de Syrie publiés par la FIFA durant l'année 2015.
| Mois | janv. | fév. | mars | avril | mai | juin | juil. | août | sept. | oct. | nov. | déc. |
| Rang | 125   | 125  | 123  |       |     |      |       |      |       |      |      |      |

## Matches
| Amical             | Irak      | 0–1   | Syrie |                                         |                                         |
| 18 mars 2016 14h30 |           | (0–1) |       | Stade international d'Amman Arbitrage : | Stade international d'Amman Arbitrage : |
| 18 mars 2016 14h30 | [Rapport] |       |       | Stade international d'Amman Arbitrage : | Stade international d'Amman Arbitrage : |

| Qualifications Coupe du monde | Syrie     | 2–0   | Cambodge |                          |                          |
| 24 mars 2016 17h00            |           | (6–0) |          | Seeb Stadium Arbitrage : | Seeb Stadium Arbitrage : |
| 24 mars 2016 17h00            | [Rapport] |       |          | Seeb Stadium Arbitrage : | Seeb Stadium Arbitrage : |

| Qualifications Coupe du monde | Japon     | –   | Syrie |                                |                                |
| 29 mars 2015 19h30            |           | (–) |       | Stade Saitama 2002 Arbitrage : | Stade Saitama 2002 Arbitrage : |
| 29 mars 2015 19h30            | [Rapport] |     |       | Stade Saitama 2002 Arbitrage : | Stade Saitama 2002 Arbitrage : |